# Leuna-Werke

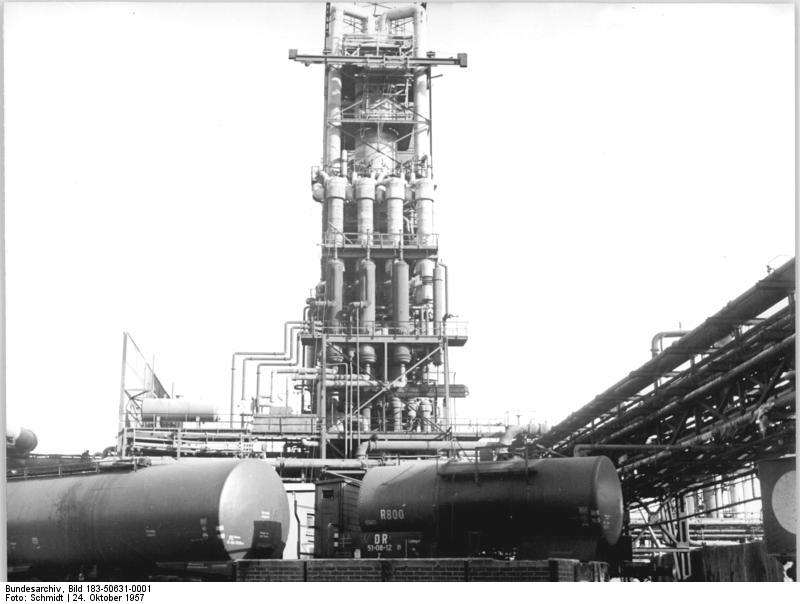
VEB Leuna-Werke

Leuna-Werke – niemieckie zakłady chemiczne.
Zakłady chemiczne powstały w 1937 roku. Po zakończeniu II wojny światowej w 1954 roku zakłady Leuna-Werke zostały wywłaszczone przez NRD i przekształcone w przedsiębiorstwo państwowe VEB Leuna-Werke i były największymi zakładami chemicznymi w NRD. Po 1989 roku zakład został przejęty przez Treuhandanstalt.